# Островско блато
Островското блато е блато, разположено край река Дунав, между селата Лесковец и Остров и северно от землищата на селата Селановци и Галово в Островската низина, област Враца. Провеждани са отводнителни мероприятия и от над 2000 ха, сега са запазени само около 305 ха заблатена площ в местността Блатото и рибарник, северозападно от с. Остров с площ 4 ха, както и Селановското блато с площ 5 ха. Островското блато е защитена местност за растителните видове алоев стратиотес и водна лилия. Това е важно местообитание за влечуги и земноводни, както и растения. През 2010 г. по време на експедиция са установени три нови колонии малък корморан по брега на Островското блато. То е един от големите обекти опазващи степната растителност и е един от последните степни резервати по Дунав. Откритият ландшафт се използва за орна земя и овощни градини и е силно засегнат от човешките дейности и използването му за пасбище.